# کریتور
کریتور (به انگلیسی: Kreator) یک گروه ترش متال آلمانی از اسن است، که در سال ۱۹۸۲ با نام تورمنتور تشکیل شد. آن‌ها تحت تأثیر سبک اسپید متال گروه ونوم شروع به کار کردند. سبک موسیقی آن‌ها شبیه به دو هم‌وطن دیگر خود دیستراکشن و سادام دو گروه بزرگ ترش متال آلمانی از کار در آمد. هر سه گروه به علت دارا بودن برخی از ویژگی‌های موسیقی که بعدها دث متال نامیده شد؛ همواره از گروه‌های مطرح در خلق این ژانر به‌شمار می‌روند. کارهای کریتور عمدتاً در زیر شاخه ترش متال قرار دارند. اما بین سال‌های ۱۹۹۲ تا ۱۹۹۹ آن‌ها آثاری با سبک اینداستوریال و گوتیک را ارائه کردند. ولی سرانجام به سبک ترش متال کلاسیک بازگشتند و تا به امروز آن را ادامه دادند.
تا به امروز، کریتور سیزده آلبوم استودیویی، دو آلبوم چندآهنگ، یک آلبوم اجرای زنده و سه آلبوم تلفیقی را به بازار عرضه کرده‌است. گروه اولین آلبوم خود درد بی پایان را در سال ۱۹۸۵ منتشر کرد. اگر چه بسیاری از آلبوم‌های قبلی گروه، از جمله لذتی برای کشتن (۱۹۸۶)، در ایالات متحده بسیار محبوب بودند، اما کریتور موفقیت تجاری بزرگی در آمریکا تا سال ۲۰۰۹ و انتشار دوازدهمین آلبوم استودیویی خود انبوهی از هرج و مرج، که در بیلبورد ۲۰۰ در شماره ۱۶۵ به اوج خود رسید، کسب نکرد و در رتبه ۱۶ میدا کنترل چارت قرار گرفت، که بالاترین مکان در نمودار برای گروه در آلمان است. گروه در حال حاضر بر روی قطعات جدید برای آلبوم سیزدهم خود که در سال ۲۰۱۲ منتشر می‌شود، کار می‌کند.

## تاریخچه

### شکل‌گیری و نسخه‌های اولیه (۱۹۸۲-۱۹۸۶)
گروه در سال ۱۹۸۲ در شهر اسن آلمان و با نام تیرنت تشکیل شد. اعضای اصلی گروه در ابتدا میلاند پتروزا خواننده/گیتاریست، درامر یورگن"ونتور"ریل و بیسیست رابرت فیورتی بودند. آن‌ها خیلی زود نام خود را به تورمنتور تغییر دادند و دو دمو هم منتشر کردند. آن‌ها نام گروه را برای بار آخر به کریتور تغییر دادند و در سال ۱۹۸۵ با نویز قرار داد امضا کردند. علت این تغییر نام بعد از گرفتن لیبل وجود داشتن، یک گروه مجارستانی با همین نام بود.
کریتور اولین آلبوم خود درد بی پایان را در مدت ده روز ضبط کرد. بسیاری از گروه بلک و دث متال از این آلبوم به عنوان یک اثر تأثیرگذار یاد می‌کنند. گروه گیتاریست مایکل ولف را از سادام به منظور همراهی در تور مربوط به آلبوم استخدام کرد.
ولف در گروه برای چند روز بود و در آلبوم بعدی گروه لذتی برای کشتن که در سال ۱۹۸۶ منتشر شد، حضور نداشت.
یورگ"ترایتز"ترزبیاتوفزکی به عنوان گیتاریست جدید به گروه ملحق شد. او در این آلبوم که به صورت گسترده به عنوان یکی از آثار کلاسیک ترش متال شناخته می‌شود نوازندگی کرد. هریس جانز تهیه‌کننده این آلبوم بود که مسلماً یکی از سنگین‌ترین و سریع‌ترین آلبومهای تاریخ موسیقی متال است و نشان دهنده رشد یک گروه با استعداد با توانایی‌های فنی بالا است. ترانه "پرچم نفرت" بسیار فراگیر گشت و نوید یک آینده روشن را برای متال اروپا به ارمغان آورد. گروه اولین تور خود را با ترایتز آغاز کرد(قبل از انتشار از لذتی برای کشتن آن‌ها فقط در پنج تور شرکت کرده بودند). پرونده گروه در این سال با انتشار آلبوم چندآهنگه پرچم نفرت بسته شد.

### افزایش محبوبیت (۱۹۸۷-۱۹۹۰)
در سال ۱۹۸۷ کریتور سومین آلبوم خود یقین خیلی بد را به بازار ارائه کرد. این آلبوم اغلب به عنوان کاری با کیفیت بالا در ترکیب آهنگ‌ها و تمپوهای پیچده و متنوع از کریتور شناخته می‌شود. این بار قطعه "در پشت آینه" بود که بسیار محبوب شد و ویدئو آهنگ "ردیابی سمی" برای پخش از ام تی وی ساخته شد. آن‌ها موفق شدند، با اجرای کنسرتهای مکرر سرمایه و زمان کافی برای عرضه ئی پی از تاریکی...به نور را بدست آورند.
با توافق نویز رکوردز که در برلین مستقر بود کریتور برای انتشار آثار خود در خارج از اروپا و ژاپن در سال ۱۹۸۸ با اپیک قرار داد بست. چهارمین آلبوم استودیویی آن‌ها پرخاشگری شدید توسط اپیک (به‌طور محدود) منتشر شد، این آلبوم در لس آنجلس ضبط شد، در سال ۱۹۸۹ در اروپا به بازار ارائه شد.
در این آلبوم نیز از فرمول موفقیت‌آمیز یقین خیلی بد استفاده شد. هنوز نشانه پیشرفت موسیقی گروه و تولید خوب که توسط رندی برنز (مانند مگادث در میان دیگران) انجام شده بود، مشهود بود. از قطعات این آلبوم برای ساختن موزیک ویدئو استفاده شد، چند آهنگ و ترانه "خائن"، به کارهای پر بیننده برنامه هدبنگرز بال ام تی وی تبدیل شدند. با شرکت در تور آمریکا شمالی به همراه گروه سواساید تن دنسیز، محبوبیت کریتور در خارج از اروپا نیز افزایش یافت.
در سال ۱۹۸۹، توماس شادت، کارگردان آلمانی یک فیلم مستند در مورد کریتور (با تمرکز بر جنبه‌های اجتماعی هوی متال در منطقه رور) با عنوان ترش آلتنسن (بر گرفته از نام زادگاه گروه، حومه شهر اسن) ساخت. بعد از آلبوم پرخاشگری شدید ترایتز از جمع گروه خارج شد. در سال ۱۹۹۰ آلبوم اغما روح که به همراه گیتاریست جدید فرانک"بلک فایر"گاسزیک (عضو سابق سادام) ضبط شده بود، منتشر شد. این آلبوم به خوبی آثار پیشین گروه (به علت عجله در کار و قطعات تکراری) مورد استقبال قرار نگرفت؛ اما با مدیریت فروش آهنگ‌های "مردم دروغ" و "وقتی خورشید قرمز می سوزد" توانستند محبوب شوند.

### آزمایش (۱۹۹۱-۲۰۰۰)
در اوایل دهه ۹۰ محبوبیت ترش متال سنتی کاهش یافت. بسیاری از گروه‌های ترش متال از جمله متالیکا و آنتراکس موسیقی خود را با رویکردی تجاری تغییر دادند. در این زمان کریتور نیز شروع به آزمایش سبک‌های دث متال و اینداستریال متال در موسیقی خود کرد.
نتیجه این امر انتشار آلبوم تجدید در سال ۱۹۹۲ بود، که تحت تأثیر هوی دث متال و اینداستوریال متال قرار داشت. در حالی گروه مخاطبان جدید و تجاری را بدست آورد، موجب ناراحتی بسیاری از طرفدارن قدیمی شد. گروه که زمانی به داشتن اجراهای زنده بسیار قوی معروف بود، اجراها و تورهای ناامیدکننده‌ای از خود به جا گذاشت که همه به علت تأثیر گرفتن، از موسیقی تجاری بود.
از طرف دیگر تورهای مداوم و پشت سر هم که حتی گروه را تا آمریکایی جنوبی هم کشاند، خستگی جسمی و خلاقیتی شدیدی را در اعضا بر جای نهاد. این نقطه ظاهراً زمان جدا شدن اعضای قدیمی گروه بود، یکی از اعضای اولیه گروه راب فیورتی بعد از ضبط آلبوم اخیر از گروه جدا شد تا زمان بیشتری را در کنار خانواده سپری کند. بنابراین به جای وی آندریاس هرتز وارد گروه شد، که هرگز در هیچ انتشار رسمی نوازندگی نکرد. در سال ۱۹۹۴ نیز ریل از گروه جدا شد و با رفتن او میل پتروزا تنها عضو قدیمی گروه باقی ماند. در عوض جو کانگلوسی جایگزین ریل شد. هرتز نیز در سال ۱۹۹۵ از گروه جدا شد و کریستین گیسلر جای او را پر کرد. مسئله بدتر، لغو قرارداد شرکت اپیک بود. در این سال و برای انتشار آلبوم علت برای نزاع آن‌ها با شرکت جی.یو.ان رکوردز قرار داد بستند. این آلبوم تا آن زمان مدرن‌ترین کار گروه بود، که موسیقی و صدای آن تحت تأثیر گروه‌های همچون پنترا و مشین هد شدیدتر شده بود.
گاسزیک و کانگلوسی در سال ۱۹۹۶ از گروه رفتند و تامی وترلی (عضو سابق کرنر) و یورگن ریل جایگزین آن‌ها شدند. گروه به نوآوری در زمینه موسیقی خود ادامه داد که نتیجه آن آلبوم‌های مطرود و اندوراما بود، که هر دوی آن‌ها متاثر از گاتیک و موسیقی امبینت بودند و ترکیبی از سمپل و لوپ در آن گنجاده شده بود. میل پتروزا تلاش کرده بود، تا سبک آواز متفاوتی را ارائه دهد. همچنین این آثار تحت تأثیر گرو متال نیز بودند. رکورد فروش به شدت کاهش یافت. در پایان دهه ۹۰ گروه با بحران شدید مالی و انتقاد فراوان مواجه شد؛ با این وجود میل پتروزا اهمیتی به این موضوع نمی‌داد: "برای ما موفقیت در فروش آلبوم هایمان تعریف نمی‌شود. تاکنون تمام آلبوم‌های ما موفقیت‌آمیز بوده اند؛ چون ما به هدفی که مد نظرمان بوده رسیده‌ایم..."

### بازگشت به سبک (۲۰۰۱-۲۰۰۹)

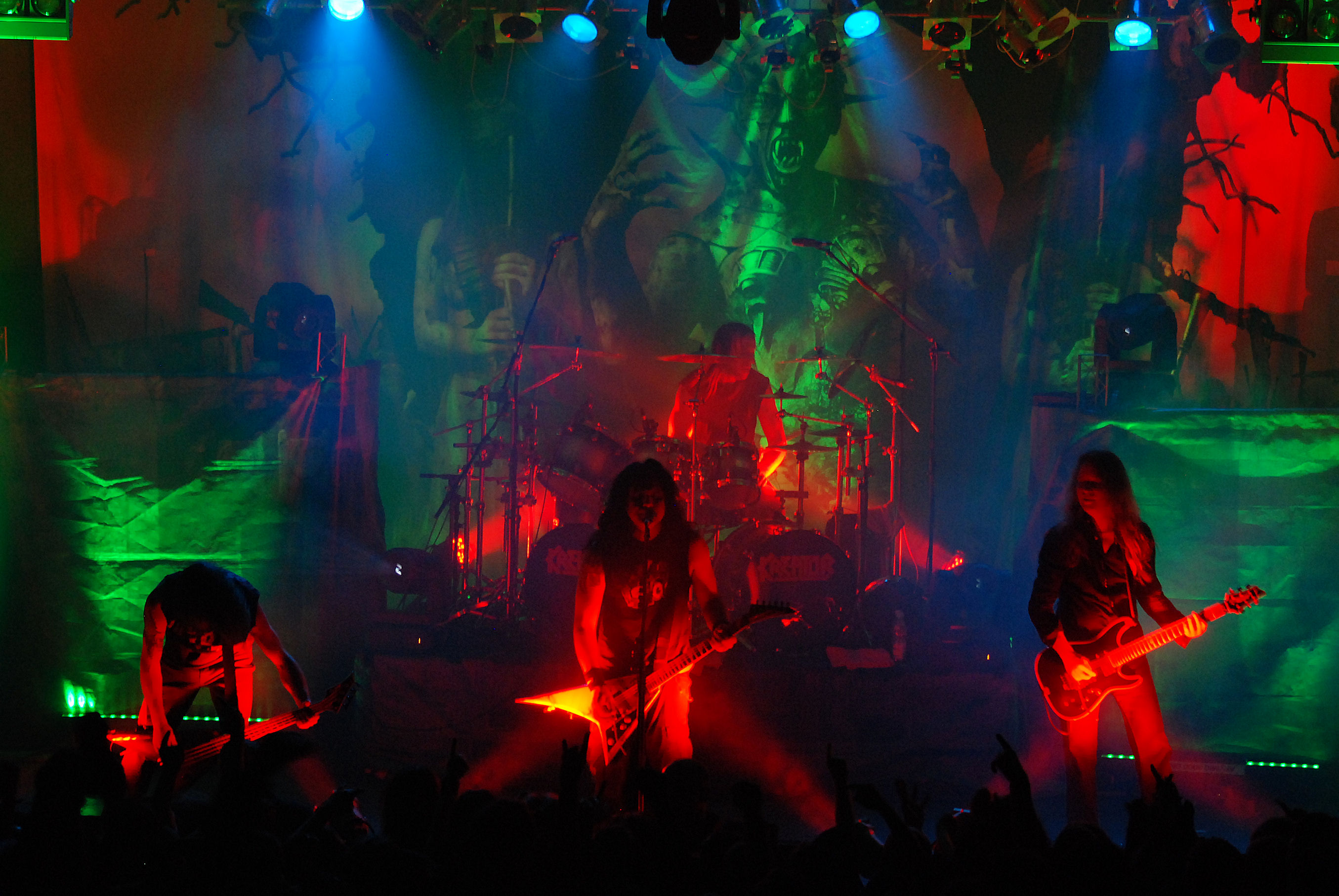
در حال اجرا درکراکوف در سال ۲۰۰۹

کریتور در سال ۲۰۰۱ با همراهی گیتاریست جدید خود سامی یلی-سرینیو آلبوم انقلاب خشونت که بازگشت گروه به سبک ترش متال کلاسیک بود را روانه بازار کرد. با آنکه اثر بسیار ملودیک و در آن از ریف‌های به اصطلاح با سبک گوتنبرگ متال استفاده شده بود، به‌طور یکسان مورد استقبال طرفداران و منتقدان قرار گرفت. به علاوه تور این آلبوم بسیار موفقیت‌آمیز بود و توانست گروه را به نسل جوانتری از طرفداران موسیقی متال معرفی کند. سامی یلی-سرینیو که در آلمان زندگی می‌کرد و گیتار را به خوبی می نواخت، گروه نیز او را به خدمت گرفت. در سال ۲۰۰۳ آلبوم اجرای زنده لایو کریشن و همچنین دی وی دی لایو کریشن: تجدید بزرگ عرضه شد و آلبوم استودیویی جدید - با تأکید بیشتر بر روی تأثیرات گوتنبرگ - دشمن خدا را در سال ۲۰۰۵ منتشر شد. این آلبوم نیز شاهد نسخه ویژه انتشار مجدد، در سال ۲۰۰۶ با نام دشمن خدا:مجدداً بود. در اوایل سال ۲۰۰۶ کریتور توری با حضور دآندینگ، اپرفکت ماردر، نیپالم دث در آمریکای شمالی برگزار کرد و طبق برنامه‌ریزی قرار بود، که در سال ۲۰۰۸ هم توری با حضور کینگ دایموند، لوز آی و سلادور برگزار کند، که تور به علت مشکلات کینگ دایموند لغو شد.
در ماه مارس ۲۰۰۸، دی وی دی در نبض کاپایتالایشن و همچنین لایو در شرق برلین و توهم کما بر روی یک دیسک از منتشر شد. هر دو این آثار قبلاً بر روی وی اچ اس موجود بود. گروه کار بر روی آلبوم دوازدهم خود را از اواخر ۲۰۰۷/اوایل ۲۰۰۸ شروع کرد و ضبط در ژوئیه ۲۰۰۸ آغاز شد. ضبط این آلبوم که نام گروه هرج و مرج را به خود گرفت، در اواخر ماه اوت پیچیدتر شد و در نهایت آلبوم در ژانویه ۲۰۰۹ منتشر شد. در ۲۳ ژانویه ۲۰۰۹، گروه تور "هرج و مرج در سراسر اروپا" خود را در تیلبورگ (هلند) و همراه با گروه‌های الوویت، کالیبان و امجرسی گیت آغاز کرد. در آوریل ۲۰۰۹ گروه در تور آمریکای شمالی که با همکاری اکسدس تریب داده شده بود و گروه‌های همچون بلفگور، واربرینگر و اپیکارن در آن حضور داشتند، به اجرا پرداخت. در اواخر سال ۲۰۰۹، ریل به دلیل مسایل شخصی مجبور به ترک برخی از تورها شد و مارکو مانیمن به‌طور موقت جای او را در گروه پر کرد.

### وقایع اخیر (۲۰۱۰-تا کنون)
کریتور در اوایل سال ۲۰۱۰ با نوکلیر بلست قرار داد امضا کرد و پیش از گام گذاشتن در تور آمریکای شمالی در ماه مارس به مناسبت جشن ۲۵ سالگی گروه در تور اروپای با نام 'ترش فست' با حضور اکسدس، دث انجل و سواساید انجلس که در اواخر سال ۲۰۱۰ برگزار شد، شرکت کرد. با توجه به گفته میلاند پتروزا، کریتور برای شروع کار بر روی آلبوم بعدی خود که توسط جنز بگرن تولید خواهد شد در ژانویه ۲۰۱۲ راهی استودیو شده‌است.

## اعضای گروه

### اعضای کنونی
- میلاند پتروزا - خواننده، گیتار (۱۹۸۲ تاکنون)
- سامی یلی-سرینیو - گیتار (۲۰۰۱ تاکنون)
- کریستین گیسلر - بیس (از ۱۹۹۴ تاکنون)
- یورگن ریل - درامز، خواننده (۱۹۸۲-۱۹۹۳، ۱۹۹۷ تاکنون)

### اعضای پیشین
گیتار
- مایکل ولف (درگذشته) (تنها در کنسرت سال ۱۹۸۶)(عضو سابق سادام)
- یورگ ترزبیاتوفزکی (۱۹۸۶–۱۹۸۹)
- فرانک"بلک فایر"گاسزیک (۱۹۸۹–۱۹۹۶)(عضو سابق سادام)
- تامی وترلی (۱۹۹۶–۲۰۰۱)(از گروه کرنر)

بیس
- رابرت"راب"فیورتی (۱۹۸۲–۱۹۹۲)
- آندریاس هرتز (۱۹۹۲–۱۹۹۵)

درامز
- جو کانگلوسی (۱۹۹۴ تا ۱۹۹۶)
- مارکو مانیمن (تور اکتبر و سپتامر ۲۰۰۹)